# Diascia patens
Diascia patens är en flenörtsväxtart som först beskrevs av Carl Peter Thunberg, och fick sitt nu gällande namn av James Augustus Grant och Henry Georges Fourcade. Diascia patens ingår i släktet tvillingsporrar, och familjen flenörtsväxter. Inga underarter finns listade i Catalogue of Life.